# Парыгинский сельский округ
Парыгинский сельский округ — административно-территориальное образование в Алтайском районе Восточно-Казахстанской области.

## История
Парыгинский сельский округ образован в 1997 году. Аким Парыгинского сельского округа с момента образования округа — Владимирова Тамара Иосифовна.

## Населённые пункты
В состав Парыгинского сельского округа входят:
- село Парыгино (1725 человек)
  - поселение Парыгино-1
- село Баяновск (201 человек)
  - поселение Тёплый Ключ
- село Кутиха (52 человека)
- поселение Бобровка

## Экономика
В округе работает 2 пилорамы, 2 пекарни, цех по переработке рыбы.
10 крестьянских хозяйств и 2 ТОО занимаются выращиванием зерновых и масличных культур, картофеля.
На частном подворье население выращивает КРС, овец, свиней, птицу. Развито пчеловодство.
На территории района находится 1 средняя школа, сельская больница на 50 коек, сельская библиотека, центр «Досуг», где работаюе 8 кружков и секций.
С 2021 года действует Тургусунская ГЭС.